# Paulina Barzycka
Paulina Barzycka (* 18. März 1986 in Lublin) ist eine polnische Schwimmerin.
Barzycka startet für den Schwimmclub Orlik Lublin. Die polnische Meisterin über 100 und 200 m Freistil erschwamm bei den Junioren-Europameisterschaften 2003 die Bronzemedaille mit der polnischen Staffel über 4 × 100 m Freistil.
Bei den Weltmeisterschaften 2003 in Barcelona erreichte sie über 100 m Freistil das Halbfinale.
In Athen bei den Olympischen Spielen 2004 erreichte sie am 16. August über 200 m Freistil das Finale und wurde am 17. August Vierte vor Franziska van Almsick und 17 Hundertstel Sekunden hinter der Bronzemedaille. Bei den Schwimmeuropameisterschaften 2006 in Budapest gewann sie mit der 4 × 200-m-Freistilstaffel als Schlussschwimmerin die Silbermedaille.
Sie hält mit 55,42 Sekunden den polnischen Rekord über 100 m Freistil.